# Лемэроцереус
Лемэроцереус или Лемероцереус (лат. Lemaireocereus) — род суккулентных растений семейства Кактусовые (Cactaceae) произрастающий на территории Мексики, Гондураса и Гватемалы. На 2023 год, включает 2 вида.

## Название
Родовое латинское название Lemaireocereus происходит от фамилии французского ботаника Шарля Лемера (фр. Charles Antoine Lemaire, 1800–1871), и названия рода Cereus — Цереус (от лат. cereus — «восковой» или «восковая свеча». Русскоязычное название является транслитерацией латинского.

## Описание
Род, состоящий из двух видов кактусов, представляет собой древовидные растения с колонновидными стеблями. У этих кактусов тонкие ребра и круглые, беловатые ареолы. Колючки короткие, жесткие и выпуклые.
Цветки обладают различными характеристиками. У Lemaireocereus hollianus цветки описываются как дневные, а у Lemaireocereus lepidanthus — ночные. Они появляются у верхушки стеблей и имеют ланцетные или остроконечные лепестки. Цветки Lemaireocereus hollianus имеют цвет слоновой кости, в то время как у Lemaireocereus lepidanthus они желто-оранжевые (оттенки могут варьироваться от телесно-розового до карминно-красного). Цветоложе окружены кожистыми и мясистыми прицветниками, а трубка цветоложа имеет волоски и трихомы. Внешние листочки околоцветника бумажные и зеленовато-коричневые. Опыление происходит благодаря летучим мышам.
Плоды колючие и опушенные, имеют яйцевидную форму и окрашены в красноватый оттенок с пурпурной мякотью у Lemaireocereus hollianus, а у Lemaireocereus lepidanthus они сухие и имеют яйцевидную или грушевидную форму с красноватой мякотью. Семена черные и блестящие.

## Распространение
Род Lemaireocereus произрастает в Центральной Америке в вулканических районах на высоте от 250 до 1800 метров над уровнем моря (Lemaireocereus hollianus). Они растут в симбиозе с множеством других кактусов, преимущественно эпифитными, а также с бромелиевыми и орхидными растениями.

## Таксономия
Lemaireocereus Britton & Rose, первое упоминание в Contr. U.S. Natl. Herb. 12: 424 (1909).

### Виды
Подтвержденные виды по данным сайта Plants of the World Online на 2023 год:
- Lemaireocereus hollianus (F.A.C.Weber ex J.M.Coult.) Britton & Rose
- Lemaireocereus lepidanthus (Eichlam) S.Arias & Terrazas